# Matalom
Matalom es un municipio filipino de tercera clase, perteneciente a la provincia de Leyte, en las Bisayas Orientales.

## Toponimia
El lugar puede aparecer referido como «Matalom» y «Matalon».

## Historia
Hacia mediados del siglo XIX, el lugar formaba parte de Hilongos. Aparece descrito en el segundo volumen del Diccionario geográfico, estadístico, histórico de las Islas Filipinas (1851) de Manuel Buzeta Núñez y Felipe Bravo con las siguientes palabras:

MATALON: visita del pueblo de Hilongos ó Jilongos, en la isla y prov. de Leyte, dióc. de Cebú; sit. en la costa de la isla, terreno llano, y clima templado y saludable. Dista poco de la matriz, en cuyo art. damos su pobl., prod. y trib.
(Buzeta y Bravo, 1851, p. 314)

En 2020, tenía censados 32 586 habitantes.